# 松田好旦
松田 好旦（まつだ よしあき、1948年3月3日 - ）は、日本の経営者。おやつカンパニー社長を務めた。三重県一志郡一志町（現在の津市）出身。

## 来歴・人物
1971年に愛知学院大学経営学科を卒業し、1973年に愛知学院大学大学院修士課程を修了した。1974年に松田産業（現在のおやつカンパニー）に入社した。1978年に取締役に就任し、1982年に副社長を経て、1989年には社長に就任した。2017年3月には会長に退いた。
2019年4月に旭日単光章を受章した。